# Wohn- und Wirtschaftsgebäude Alte Dorfstraße 19

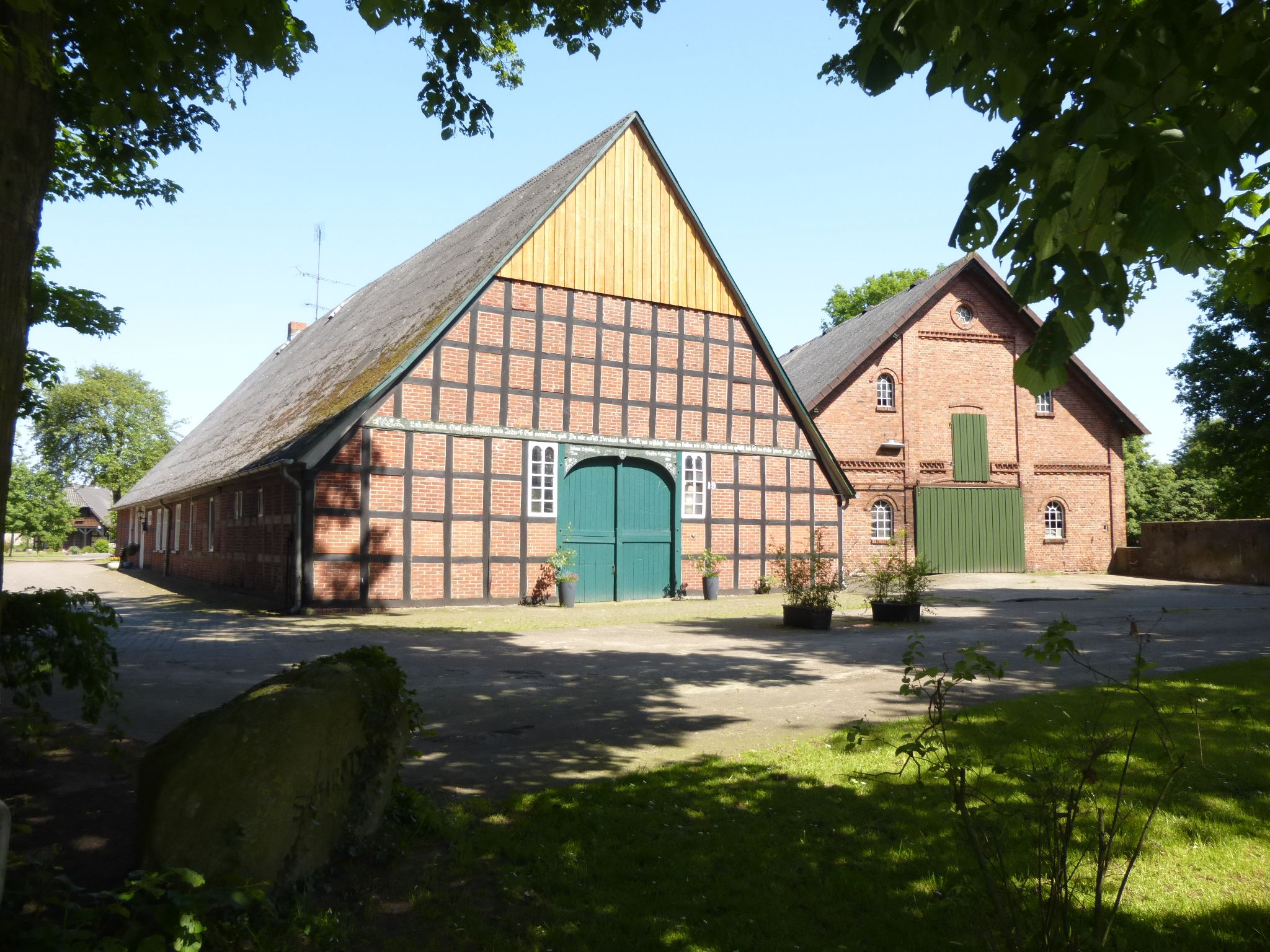
West- und Südfassade (2014)

Das Wohn- und Wirtschaftsgebäude Alte Dorfstraße 19 in der niedersächsischen Gemeinde Scheeßel, Ortsteil Ostervesede, wurde zur zweiten Hälfte des 19. Jahrhunderts gebaut. Aktuell (2025) wird es zum Wohnen genutzt.
Das Gebäude steht unter Denkmalschutz (siehe auch Liste der Baudenkmale in Scheeßel).

## Geschichte und Beschreibung
Scheeßel wurde 1205 als Archidiakonat genannt und Vesede wurde 1226 erwähnt und teilte sich im 13./14. Jahrhundert in Westervesede und Ostervesede. Die Orte gehören zum heutigen Landkreis Rotenburg (Wümme).
Das eingeschossige giebelständige Wohn- und Wirtschaftsgebäude als Zweiständer-Hallenhaus in gleichmäßigem Fachwerk mit Steinausfachungen, Satteldach, regionaltypischer senkrechter Verbretterung im oberen Giebeldreieck und der Grooten Door mit Korbbogen, wurde 1864 (Inschrift) gebaut. Der Wohngiebel hat einen Krüppelwalm.
Auf dem Areal steht rechts direkt daneben ein weiteres großes giebelständiges Wirtschaftsgebäude in Backstein mit Satteldach, das später gebaut wurde.
Das Landesdenkmalamt befand u. a.: „… ein regionstypisches Hallenhaus der zweiten Hälfte des 19. Jahrhunderts in Zweiständerkonstruktion ….“